# أبو الشبل البرجمي
أبو الشبل عاصم بن وهب بن عصمة البُرجُمي الكوفي (؟ - 850م / 235 هـ) شاعر عبّاسي. من تميم، ولد بالكوفة ونشأ بالبصرة ورحل إلى بغداد وسامراء، مدح المتوكل ومالك بن طوق بقصيدة، وأمل بها ألف درهم، فأعطاه مائة دينار، فردها مع رقعة فيها بيتان من الشعر. وكان مالك أميرًا على الأهواز، وحينما أحضره الأمير اكتشف أن الذي في الصرة دنانير. وكان صديقًا لمحمود الوراق وكان شاعرا ماجنا، وله أخبار في الأغاني وطبقات ابن المعتز.

## سيرته
ولد عصم/ عاصم بْن وهب بن عصمة، أبو الشبل البرجمي في الكوفة. كان من البراجم من تميم. نشأ وتأدب بالبصرة، وقدم سامراء أيام المتوكل ومدحه، واستوطن بها، «وكان صاحب نادرة كثير الغزل باحثًا يفق عَلَى المتوكل وخدمه وخص به وأثرى وأفاد نعمة طائلة، روى عنه ميمون بْن هارون الكاتب.» ولما مدح أبو الشبل المتوكل بقوله:
أمر له بألف درهم لكل بيت، وكانت ثلاثية بيتًا، فانصرف بثلاثين ألف درهم. ثم مدح مالك بن طوق بقصيدة، وأمل بها ألف درهم، فأعطاه مائة دينار، فردها مع رقعة فيها بيتان من الشعر. وكان مالك أميرًا على الأهواز، وحينما أحضره الأمير اكتشف أن الذي في الصرة دنانير. وكان صديقًا لمحمود الوراق.

توفي أبو الشبل سنة 850 م/ 235 هـ.